# Emiliáno Víla
Pour les articles homonymes, voir Vila.
Ne doit pas être confondu avec Emiljano Vila.
Emiliáno Víla (grec moderne : Εμιλιάνο Βίλα), né le 4 juillet 1997 à Pyrgos, est un coureur cycliste grec.

## Biographie
En 2015, Emiliáno Víla devient champion de Grèce sur route juniors (moins de 19 ans). Il commence ensuite à courir en France à partir de 2017 en rejoignant l'UC Aubenas. Cette année-là, il devient vice-champion de Grèce espoirs.
En 2018, il est champion de Grèce sur route espoirs. L'année suivante, il intègre l'équipe Sojasun espoir-ACNC, qui évolue en division nationale 1. Durant l'été, il remporte un nouveau titre national espoirs et termine neuvième du Tour du Kosovo, qu'il dispute avec la sélection nationale grecque. 
Pour 2020, il change de nouveau d'équipe en signant à l'ASPTT Nancy, en division nationale 3.

## Palmarès
- 2015
  -  Champion de Grèce sur route juniors
- 2017
  - 2e du championnat de Grèce sur route espoirs
- 2018
  -  Champion de Grèce sur route espoirs
- 2019
  -  Champion de Grèce sur route espoirs
- 2022
  - Grand Prix de Montigny-lès-Vesoul
  - 3e du Tour de Guyane
- 2023
  - Grand Prix d'Erstein
  - 3e du Tour de Guyane
- 2024
  - Grand Prix de Vendenheim

## Classements mondiaux
| Année                                 | 2016  | 2017  | 2018  | 2019  | 2020  | 2021 | 2022  | 2023  | 2024 |
| ------------------------------------- | ----- | ----- | ----- | ----- | ----- | ---- | ----- | ----- | ---- |
| Classement mondial                    | 2431e | 1430e | 1235e | 1156e | 2106e | nc   | 1970e | 2064e | 876e |
| UCI Europe Tour                       | 1614e | 928e  | 765e  | 815e  | 1533e | nc   | 1262e | nc    | nc   |
|                                       |       |       |       |       |       |      |       |       |      |
| Légende : nc = non classéSource : UCI |       |       |       |       |       |      |       |       |      |